# Desamparados (tổng)
Desamparados là một tổng ở tỉnh San José thuộc Costa Rica. Tổng này có diện tích 118,26 km², và dân số là 206.708 người, là tổng có dân số đông thứ 3 ở Costa Rica. Thủ phủ tổng cũng có tên gọi Desamparados.
Tổng này có lãnh thổ từ ngoại ô phía nam của thủ đô San José, với sông Tiribí làm rnah giới phía bắc. Lãnh thổ này có hình chữ S về hướng nam đến sông Tarrazú.
Dân số đô thị chiếm 80,4%  tổng dân số. Dân số dưới 10 tuổi chiếm 19,8% tổng dân số, dân số trên 65 tuổi chiếm 5,1% tổng dân số.
Tổng này được lập theo sắc lệnh ngày 4 tháng 11 năm 1862.
Tổng Desamparados được chia thành 12 huyện.
1. Desamparados
2. San Miguel
3. San Juan de Dios
4. San Rafael Arriba
5. San Antonio
6. Frailes
7. Patarrá
8. San Cristóbal
9. Rosario
10. Damas
11. San Rafael Abajo
12. Gravilias

## Người dân nổi bật
- Máximo Fernández Alvarado